# 祗陀林佛塔
祇陀林佛塔（意爲“祇陀太子-林-园塔”），是印度式佛教卒塔婆（佛塔、舍利塔），位于斯里兰卡北部阿努拉德普勒。
赤銅鍱部下的一派，從無畏山寺分出的祇陀林寺派，住祇陀林寺，并以此为名。後祇陀林寺废弃，只留下祇陀林佛塔。该佛塔高122米，是世界上最高的佛塔，也是世界第三高建筑物，相传是在公元前三世纪由摩诃斯那·阿努拉德普勒国王 （273-301）在斯里兰卡阿努拉德普勒大寺被毁後下令修建的，耗时15年，于其子摩揭婆那一世（Maghavanna I，或译摩诃文那一世）在位时竣工。
祇陀林佛塔留下了诸多宝贵的佛教文物遗产，是佛教圣地之一。